# Lineus auripunctatus
Lineus auripunctatus är en djurart som tillhör fylumet slemmaskar, och som först beskrevs av Grube 1855.  Lineus auripunctatus ingår i släktet Lineus och familjen Lineidae. Inga underarter finns listade i Catalogue of Life.